# Dobrociesz
Dobrociesz (daw. Dobrocież) – wieś w Polsce, położona w województwie małopolskim, w powiecie brzeskim, w gminie Iwkowa.
W latach 1975–1998 miejscowość administracyjnie należała do województwa tarnowskiego.
Dobrociesz graniczy ze wschodu z Kątami, z południa z Sechną, z zachodu z Krosną, a z północy z Drużkowem Pustym i Wojakową. Jest umiejscowiona 25 km na południe od Brzeska. Przez wieś płynie rzeka Dobrocieszka, która wpada do Białki, a następnie do Łososiny.
Pierwsze wzmianki o tej wsi pochodzą z 1367 roku.
Ze względu na ukształtowanie terenu bogate są tutaj tradycje sadownictwa i suszenia owoców, ze szczególnym uwzględnieniem suszenia śliw (wędzenie dymem z drewna bukowego). Dobrociesz jest jednym z największych skupisk producentów susorek iwkowskich.
Dzieje Dobrociesza związane są z rodem Dobrocieskich, legitymującym się herbem Brochwicz – biegnący jeleń. W Dobrocieszu niegdyś – jak podaje tradycja – mieszkali krewni świętego Stanisława. Tabularycznym właścicielem wioski był Józef Baron Lewartowski.

## Części wsi
| SIMC    | Nazwa       | Rodzaj    |
| ------- | ----------- | --------- |
| 0820849 | Bagna       | część wsi |
| 0820855 | Bieleckówka | część wsi |
| 0820861 | Czyżyce     | część wsi |
| 0820878 | Góry        | część wsi |
| 0820884 | Kąciny      | część wsi |
| 0820890 | Lipowa      | część wsi |
| 0820909 | Nawsie      | część wsi |
| 0820915 | Padoły      | część wsi |

## Ludzie urodzeni we wsi
- Włodzimierz Karol Ludwik Lewartowski herbu Lewart (6.2.1835–16.5.1885, Wiedeń) – baron, c. k. starosta nowosądecki i brzeżański[7].
- Karol Konstanty Lewartowski herbu Lewart (ur. 5.7.1869) – baron[7].